# Operación Karbala 4
La Operación Karbala 4 fue una ofensiva de Irán contra Irak en la Guerra Irán-Irak, en el frente sur, del 25 al 27 de diciembre de 1986. Fue lanzada tras el fracaso de la Operación Karbala 2 y Operación Karbala 3 para tomar territorio iraquí.

## Preludio
La batalla fue planeada y finalmente ejecutada por Akbar Hashemi Rafsanjani. La operación sería lanzada al amparo de la oscuridad en orden para ganar atravesando el río Shatt al-Arab; al atravesarlo las fuerzas iraníes estarían a la ofensiva y se moverían a la ciudad portuaria de Basora. Estas consistían en los Cuerpos de la Guardia Revolucionaria Islámica (CGRI, también llamados Pasdaran) y los voluntarios Basij de los Cuerpo de Hussein de Isfahán, cuyos miembros tenían edades entre 12 y 70 años, que recibieron entre 40 días de entrenamiento o ninguno en absoluto.
Las fuerzas iraquíes consistían esenciamente de conscriptos formados por brigadas de tanques de la élite Guardia Republicana Iraquí (GRI). Estos formaron una defensa de nidos de ametralladoras, campos minados, una serie de trincheras, y bunkeres de concreto. En adición los iraquíes tenían sus posiciones tras el lago artificial Fish, un área inundada por ingenieros iraquíes, de 30 kilómetros de largo y 1 ½ de ancho, los cuales usaron electrodos en algunas partes del lago para su defensa. Con su sistema defensivo se le llamó el “muro de acero”.

## La batalla
La operación se lanzó durante la noche de Navidad de 1986 con hombres rana de élite de los CGRI cruzando el lago en botes de goma para lanzar un ataque sorpresa. Apenas hubieron desembarcado los reflectores iraquíes enfocaron a los hombres rana estando estos totalmente expuestos. Las ametralladoras iraquíes abrieron una lluvia de balas matando a unos cuantos de la fuerza iraní.  
La siguiente mañana 60,000 Pasdaran y Basijis cruzaron el Shatt al-Arab al norte y al sur de Jorramchar (Irán) en botes y lanchas motorizadas, usando el abrigo del amanecer para esconder sus movimientos. Casi inmediatamente los iraníes fueron hacia las defensas iraquíes a la espera por ellos sobre las orillas de las líneas. Una mayor desventaja para los iraníes era en la forma del pequeño apoyo de artillería contra los iraquíes. 
La lucha se extendió por 3 días, durante los cuales las fuerzas iraníes fueron aporrreadas por las defensas iraquíes. Las tropas de Irak usaron artillería, aviones y fuego de ametralladoras desde sus defensas preparadas y las tropas de Irán murieron por cientos, sus cadáveres llenaban la zona, aunque las tropas iraquíes sufrieron bajas considerables, pero estas fueron menores si se las compara con las pérdidas iraníes. A la vez que los iraníes retrocedieron, cientos de sus soldados muertos cubrían el paisaje; Irán perdió a 10,000 tropas e Irak perdió a 5,000.   

## Consecuencias
Durante los 3 días de batalla murieron 10,000 iraníes y 5,000 iraquíes. Aunque esta batalla probó el inicio de una gran ofensiva en enero de 1987. La muy sofisticada Operación Karbala 5 sería lanzada 2 semanas después y eventualmente se convirtió en la mayor batalla de la guerra. 